# Ya Ya
Ya Ya är en låt ursprungligen inspelad och släppt som singel av Lee Dorsey år 1961. Låten är skriven av Lee Dorsey, Clarence Lewis, Morgan Robinson och Morris Levy. Singeln tog sig upp till sjunde placeringen på Billboardlistan och till första placeringen på R&B-listan år 1961. Låten spelas i skräckfilmen Campfire Tales.

## Cover-versioner
- Petula Clark spelade in låten på franska med titeln Ya Ya Twist år 1962.
- Samma år spelade Dalida in låten på tyska, också med titeln Ya Ya Twist.
- År 1964 spelade Joel Denis in låten på franska med titeln Le Yaya.
- Tony Sheridan spelade in låten med sitt band The Beat Brothers år 1961. På grund av ett missförstånd trodde folk att det var The Beatles som låg bakom denna inspelning, men så var inte fallet.
- År 1974 spelade John Lennon in låten med sin son Julian på trummor. Lennons version finns med på albumen Walls and Bridges och Rock 'n' Roll. Julian visste dock inte att hans trumspel skulle hamna på skiva.
- Goran Bregović gjorde en cover på låten, då med titeln Ringe ringe raja, speciellt för filmen Underground år 1995.
- Covers på låten har även spelats in av Lee Michaels, Steve Miller och Mitsou.